# Жиул (Долж)
Жиул (рум. Jiul) насеље је у Румунији у округу Долж у општини Цуглуј. Oпштина се налази на надморској висини од 66 m.

## Становништво
Према подацима из 2002. године у насељу је живело 285 становника, од којих су сви румунске националности.